# Katalog (marketing)
Katalog (ang. catalogue) – folder, przybierający różne formy reklamowe. Zwykle jest prezentacją firmy, zawierającą spis produktów i usług oferowanych do sprzedaży. Najczęściej używany do prezentacji w lokalizacji firmy, na targach, giełdach bądź wystawach. Katalog może mieć formę książki lub broszury.